# Münchner Bier

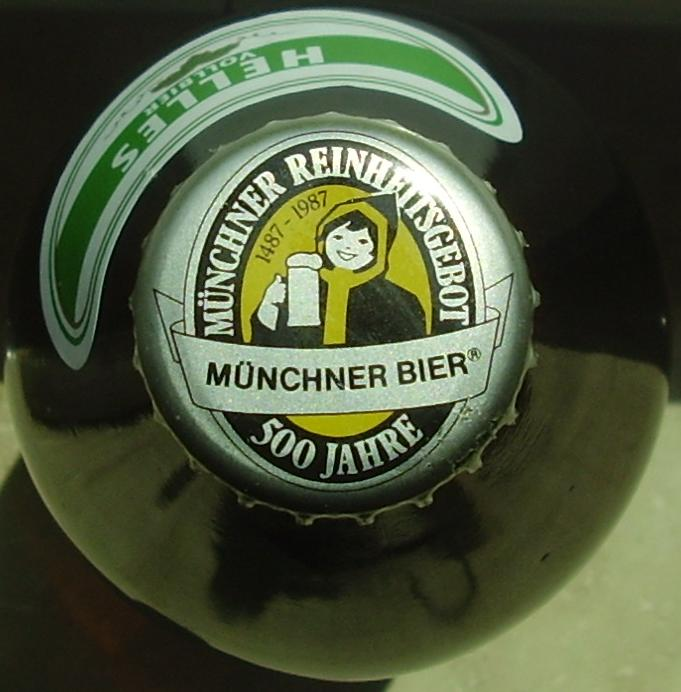
Starý potisk uzávěru láhve Augustiner

Hofbräuhaus v Mnichově, 1903

Mnichovské pivo ( anglicky: Münchener Beer, německy: Münchner Bier) je od roku 1998 chráněným zeměpisným odkazem pro pivo, které na území města Mnichova vaří pivovary sdružené v Mnichovském svazu pivovarů (německy: Verein Münchener Brauereinen). Patří mezi ně šest tradičních pivních značek Augustiner-Bräu, Hacker-Pschorr, Hofbräu, Löwenbrau, Paulaner a Spatenbräu a od roku 2021 také Giesinger Bräu.

## Popis nařízení
Tradičně jsou mnichovské pivovary vázány mnichovským zákonem (německy: Münchner Reinheitsgebot) z roku 1847, který nařizuje, že se nesmí používat žádné přísady. Mnichovští sládci mají velikou vůli dodržovat toto nařízení. V roce 1987, po rozsudku Evropského soudního dvora bylo Německu umožněno nevařit pivo podle tohoto nařízení. Podle toho si mnichovské pivovary v roce 1998 samy vytvořily termín „mnichovské pivo” (německy: Münchner Brauerien) a termín byl v Bruselu registrován, jako chráněné zeměpisné označení. „Mnichovské pivo” mohou vařit pouze pivovary v Mnichově, a proto je také toto označení registrovanou ochrannou známkou. Po absolvování školení se učni z mnichovských pivovarů spolu s mistry sládky, čestně zavazují, že budou pivo vařit pouze z vody, sladu, chmelu a kvasnic. Podle starého receptu, který se traduje z generace na generaci, se pivo, které se těší celosvětové oblíbenosti, i dnes vaří z čistě přírodních surovin, jako je čistá voda z vlastní hlubinné studny, nejlepší slad a výborný chmel.   

## Popis výroby
Pivo se vyrábí z vody hlubinných vrtů ve městě Mnichov, která je filtrovaná vrstvami břidlice vytvořené před miliony let. Voda se smíchá s hrubě namletým sladem, tím vznikne „rmut”, který se neustále míchá při zahřívání na různé teplotní úrovně. Proces zahřívání aktivuje enzymy ve sladu, díky čemuž jsou jeho složky rozpustné. Směs se poté scedí (což zahrnuje filtraci mladiny a odstranění nerozpustných materiálů), poté se přidá chmel a směs se vaří jednu až dvě hodiny. To pomáhá vytvořit specifický chuťový profil piva, rozmělnit chmel a odstranit bílkoviny, které ovlivňují negativně chuť.
Ještě horká mladina (bez pevných látek) se poté přidá do fermentačních nádob, kde se přidají kvasinky. Použité kvasinky pocházejí z jedné várky, což zajišťuje konzistenční vlastnosti. Fermentace probíhá během následujících čtyř až osmi dnů. Cukry se ve výsledné směsi přemění na alkohol a oxid uhličitý, zbytek tvoří nezkvašený slad. 
Jakmile je tato fermentace dokončena, zbývající kvasinky jsou odstraněny a pivo je umístěno do sekundárních fermentačních tanků. Během následujících čtyř až jedenácti týdnů druhotným kvašením pivo postupně zraje a je připraveno ke stáčení do láhví a sudů. Celý proces výroby se musí odehrávat ve městě Mnichov.
- "Münchner Bier" není označení typu piva, ale souvisí se zeměpisným původem. Mnichovské pivo se vyrábí v různých variantách nabízených členy sdružení: Helles, Export Hell, Export Dark, Pivo plzeňského typu, Pšeničné pivo (Weißbier), Kristall Weizen, Hefeweizen Hell, Hefeweizen Dunkel, Märzen, Bockbier, Doppelbock, Leichtbier, Schwarzbier a jako chráněná značka pivo Oktoberfest.

- Kromě mnichovského piva existují další názvy piv, které jsou chráněny zeměpisným označením a jsou uvedeny jako „gg A.“. Jsou zahrnuty v seznamu ochrany registrovaného původu.

- Z gg A. označení "Mnichovské pivo" má rozlišovat výrobu piva podle "Mnichovského způsobu vaření". Popisuje produkt získaný procesem a poměry surovin, například na rozdíl od plzeňské metody vaření piva.